# NGC 4603
NGC 4603 este o galaxie spirală situată în constelația Centaurul. A fost descoperită în 8 iunie 1834 de către John Herschel. Se află la o distanță de 32,81 de megaparseci de Pământ.